# Prostomum obscurum
Prostomum obscurum is een soort in de taxonomische indeling van de platwormen (Platyhelminthes). De worm is tweeslachtig en kan zowel mannelijke als vrouwelijke geslachtscellen produceren. De soort leeft in zeer vochtige omstandigheden. 
De platworm komt uit het geslacht Prostomum. Prostomum obscurum werd in 1854 beschreven door Schultze.